# Andrenosoma atrum
Andrenosoma atrum is een vliegensoort uit de familie van de roofvliegen (Asilidae). De wetenschappelijke naam is gepubliceerd in 1758 door Linnaeus in de tiende editie van Systema naturae.